# Ruellia primuloides
Ruellia primuloides là một loài thực vật có hoa trong họ Ô rô. Loài này được Heine miêu tả khoa học đầu tiên.